# Erik Wedersøe
Erik Wedersøe, född 18 juli 1938 i Helsingör, död 27 september 2011, var en dansk skådespelare, författare och filminstruktör. För den svenska publiken var han kanske mest känd för rollen som Ulf Thomsen i kriminalserien Mordkommissionen.
Erik Wedersøe var son till frisören Robert Wedersøe (död 1970) och Ester Thomsen (död 1981). Efter att ha arbetat som mjölkbud och chaufför gick han i sin fars fotspår och utbildade sig till damfrisör i Kongens Lyngby. Han blev anställd på Orla Helmersens frisersalong på Strøget i Köpenhamn. Han startade en egen frisersalong i Helsingör 1957, vilken hade fyra anställda. Ett tag verkade han även som professionell musiker (trumslagare) innan han blev antagen till Århus Teaters elevskola (1964–1966). Han lämnade skolan efter två år för att kunna ta emot erbjudandet om att få spela två huvudroller i Min skøre mors hobby respektive Vintersolhverv på Aalborg Teater. Hans genombrott blev emellertid hans medverkan i musikalen Hair. Därefter medverkade han i många föreställningar på flera olika teatrar. Han blev dock känd för en större publik först genom sin medverkan i filmer från 1960-talets slut.
Wedersøe tilldelades förarintyg efter fullgjord utbildning vid Navigationsskolan i Köpenhamn 1973. Han köpte en egen segelbåt, Gitte Gry, och seglade på haven med den 1974–1979. Dessa resor skildras i en rad böcker som han gav ut 1979–1991. Efter ett kort uppehåll lät han genomföra ännu en sådan segling 1981–1984, men denna gång jorden runt. För att kunna göra denna resa möjlig hade han och hans familj sålt sitt hem i Danmark. Under resan verkade han även som skribent för Berlingske Tidende. Då han var tillbaka i Danmark verkade han som landssekreterare för Dansk Flygtningehjælp (1985–1987) och var medlem av Mellemfolkeligt Samvirkes representantskap (1984–1987). Han engagerade sig även politiskt och var ordförande av Socialdemokratiets kulturutskott samt medlem i Världsnaturfondens bildningsutskott (1988–1990). Vid 1980-talets slut drev han, tillsammans med sin bror och en styrman, ett litet rederi.
Erik Wedersøe var gift med Gitte Wedersøe från 5 februari 1968 fram till hennes död 14 april 2011.

## Filmografi

### Filmer
- 1967 – Människor möts och ljuv musik uppstår i hjärtat
- Helle for Lykke (1969)
- Ta'lidt solskin (1969)
- Løgneren (1970)
- Præsten I Vejlby – 1972 (1972)
- Farlige kys (1972)
- Den dobbelte mand (1976)
- Skal vi danse først? (1979)
- Rainfox (1984)
- Skyggen af Emma (1988)
- Drengene fra Sankt Petri (1991)
- Riket I (1994)
- Elsker – elsker ikke (1995)
- 1997 – Den siste vikingen
- Ørnens øje (1997)
- Riket II (1997)
- Idioterne (1998)
- Max (2000)
- Fruen på Hamre (2000)
- Ulvepigen Tinke (2002)

### TV-serier
- Smuglerne (1970)
- Frihetens skugga (1994)
- Bryggeren (1996–1997)
- Mordkommissionen (2000-2003)
- Nikolaj og Julie (2002–2003)